# Пробужденіє (присілок, Калузька область)
Пробужденіє (рос. Пробуждение) — присілок в Кіровському районі Калузької області Російської Федерації.
Населення становить 1 особу. Входить до складу муніципального утворення Село Фоминичі.

## Історія
Від 2004 року входить до складу муніципального утворення Село Фоминичі.

## Населення
| 2002 | 2010 |
| ---- | ---- |
| 9    | ↘1   |